# Spilit
Spilit je alterirani dijabaz (bazične žilne stijene). Kada hidroterma dođe u kontakt sa stijenom događa se čitav niz procesa u kojima dolazi do izmjene primarnih minerala iz stijene sa sekundarnim mineralima. Kalcij se najčešće zamjenjuje s natrijem iz morske vode procesom albitizacije, dok su feromagnezijski minerali podliježu procesu kloritizacije. Kalcij time odlazi iz primarnih minerala i tvori nove, sekundarne minerale (pr. epidot, kalcit, klinozoisit). Taj niz reakcija nazivamo spilitizacija.
Spiliti su vrlo sitnozrnate, guste stijene u kojima su vrlo rijetko razvijeni i sitni mikrofenokristali plagioklasa.
Spiliti se na Balkanu javljaju u sklopu ofiolitske sekvence Vardarske zone. Kamenolom spilita postoji i u Hrvatskoj, na Kalniku, kod Hruškovca te na Ivanščici, gdje se nalaze uz kalcite. Također, spilita ima na Jablanici, kod Valjeva, Srbija.